# اسماعیل پاشا
خدیوی اسماعیل (۱۲۴۵ (قمری) / ۱۲ ژانویه ۱۸۳۰ - ۱۳۱۲ (قمری) / ۲ مارس ۱۸۹۵)، پنجمین حاکم مصر از خاندان محمد علی از تاریخ ۱۸ ژانویه ۱۸۶۳ تا برکناری‌اش از تاج و تخت زیر فشار انگلستان و فرانسه در تاریخ ۲۶ ژوئن ۱۸۷۹ بود. وی با زبان‌های عربی، ترکی و فارسی آشنا بود.